# Flickingeria trifurcata
Flickingeria trifurcata là một loài thực vật có hoa trong họ Lan. Loài này được (Carr) A.D.Hawkes mô tả khoa học đầu tiên năm 1965.